# Badanie moczu

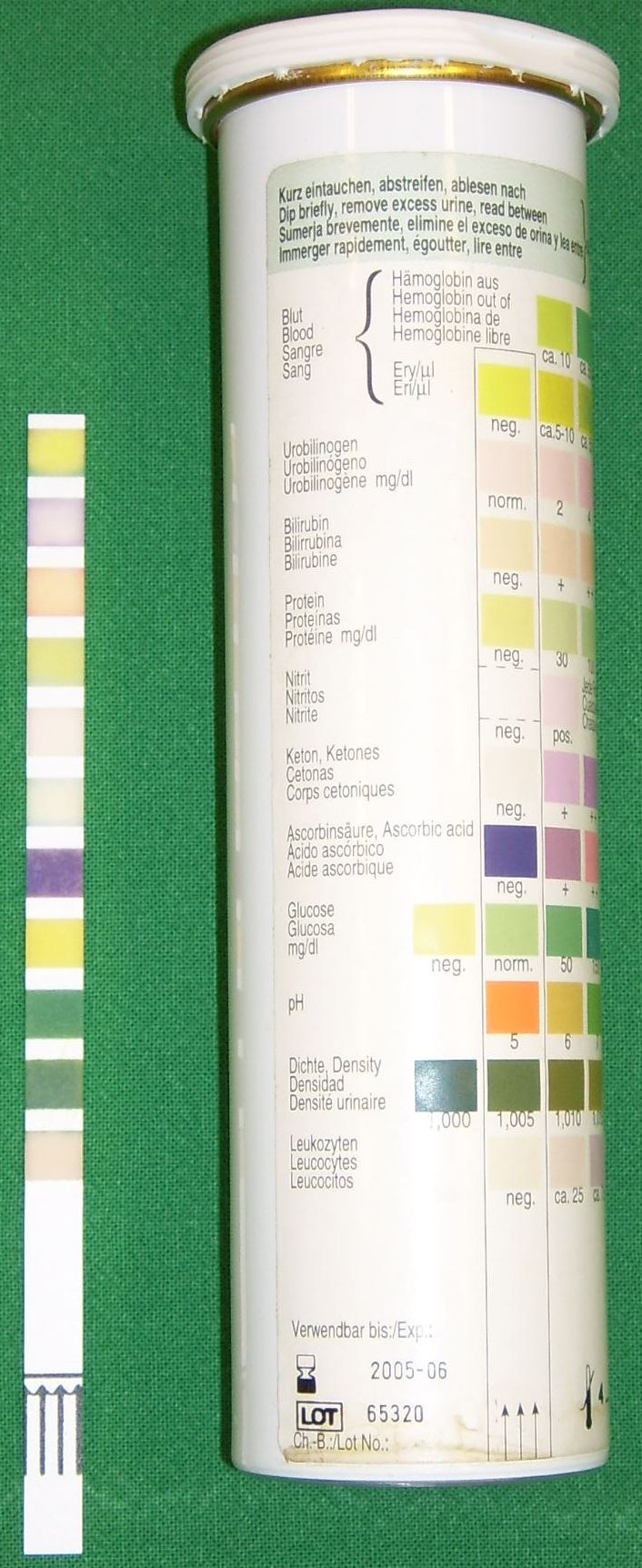
Test paskowy używany do szybkiej oceny ogólnych właściwości fizykochemicznych moczu

Badanie moczu — jedno z podstawowych laboratoryjnych badań diagnostycznych w praktyce medycznej. Mimo swej prostoty daje wiele ważnych informacji o funkcji układu moczowego, a także pośrednio innych narządów i układów. Na badanie to składa się:
- ocena fizykochemiczna moczu
- mikroskopowe badanie uzyskiwanego przez wirowanie osadu moczu

## Materiał do badania moczu
Pobranie materiału do badania:
- uzyskuje się mocz poranny, po przerwie nocnej, na czczo, do chemicznie czystego jednorazowego pojemnika
- stosuje się technikę "środkowego strumienia" moczu
- kobiety nie powinny oddawać moczu do badania na 3 dni przed i 3 dni po miesiączce, by uniknąć fałszywie dodatniego wyniku poprzez dostanie się krwi menstruacyjnej do próbki moczu
- przed pobraniem moczu należy dokładnie umyć okolice narządów płciowych, aby nie doszło zafałszowania wyniku badania bakteriami

Pojemnik z moczem powinien zostać dostarczony do laboratorium przed upływem 2 godzin od pobrania materiału (pół godziny w przypadku badania pod mikroskopem fazowym).

## Badanie ogólne moczu

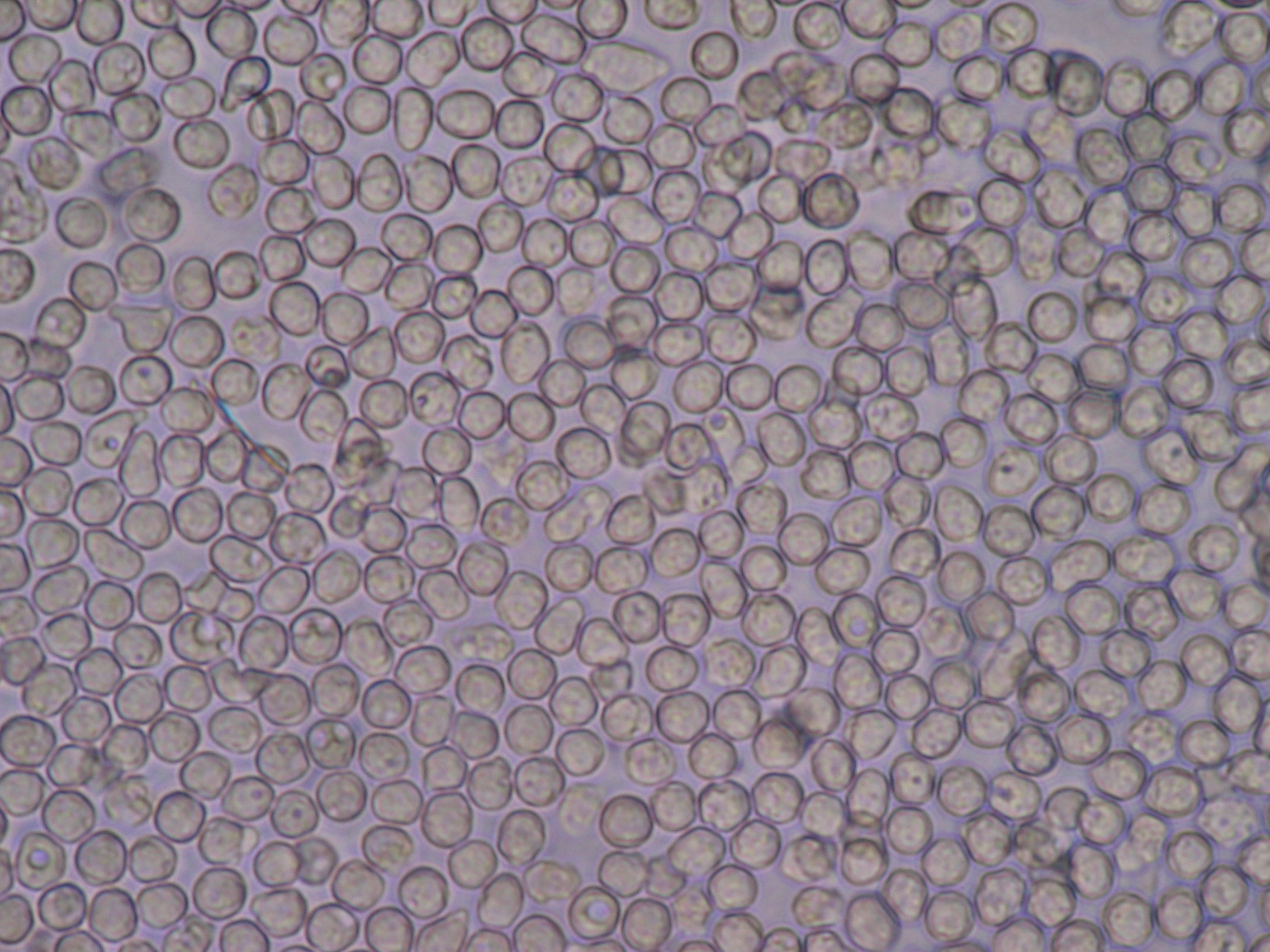
Leukocyty w próbce moczu widoczne pod mikroskopem.

### Badanie fizyczne
1. Barwa i wygląd:
  - Wodojasna do słomkowej – przy bardzo dużej podaży płynów lub w moczówce prostej
  - Mleczny – w ropnych schorzeniach układu moczowego
  - Pomarańczowy – po witaminie z grupy B, przy podwyższonej zwartości urobilinogenu
  - Czerwony – po spożyciu buraków, krwiomocz lub hemoglobinuria
  - Fioletowy – w stanach pozawałowych i u osób z ciężką niewydolnością jelitową
  - Ciemnobrązowy – świadczy o dużym zagęszczeniu moczu np. w stanach gorączkowych, ciemnobrązowy z żółtą pianą występuje przy żółtaczce
  - Brązowy, brązowoczarny – przy krwotokach z dróg moczowych przy kwaśnym pH, w porfirii, methemoglobinurii
  - Zielony, niebieski – polekowo
  - Pieniący się – świadczy o obecności białka
2. Przejrzystość:
  - Mocz fizjologiczny jest klarowny, ale może też wystąpić lekkie zmętnienie wywołane obecnością moczanów, fosforanów, komórek nabłonkowych, nasienia oraz śluzu. Zmętnienie wywołują też składniki patologiczne takie jak erytrocyty, leukocyty, bakterie, komórki nerkowe oraz kryształy nieorganiczne.
3. Odczyn:
  - pH moczu zależne jest od diety, jaką stosujemy, np. przy diecie mieszanej pH waha się w granicach 5,5 do 6,6; dieta bogatobiałkowa powoduje zakwaszenie moczu do pH 5,2, a dieta bogatowarzywna alkalizuje mocz do pH 8,2. Odczyn zależny jest też od czasu przechowywania moczu, ponieważ bakterie namnażając się powodują jego alkalizację.
4. Woń
  - Ma znaczenie jedynie w przypadku świeżego moczu, normalnie określana jest jako swoista, ale może też być aromatyczna (owocowa) w przypadku cukrzycy, której towarzyszy ketonuria oraz amoniakalna w przypadku bakteriurii.
5. Ciężar właściwy:
  - Zależny jest od składników wydalanych z moczem oraz od ilości spożywanych płynów. Prawidłowy w zakresie 1,003–1,030[1].

| Skład normalnego moczu | Skład normalnego moczu |
| Składnik               | Zawartość              |
| ---------------------- | ---------------------- |
| woda                   | 1,2 l                  |
| mocznik                | 400 mmol               |
| chlorki                | 185 mmol               |
| sód                    | 130 mmol               |
| potas                  | 70 mmol                |
| amoniak                | 40 mmol                |
| fosforany              | 30 mmol                |
| siarczany              | 20 mmol                |
| kreatynina             | 11,8 mmol              |
| moczany                | 3 mmol                 |
| glukoza                | 0,72 mmol              |
| albuminy               | 1 nmol                 |

### Badanie chemiczne
1. Białko jest składnikiem, które ulega przesączaniu kłębuszkowemu w nerkach w bardzo niewielkim stopniu (150 mg/dobę).Jeśli się pojawia w moczu należy szybko znaleźć przyczynę. Wyróżniamy kilka przyczyn białkomoczu (proteinurii):
  - białkomocz fizjologiczny:

  1. Przegrzanie lub gwałtowne ochłodzenie organizmu
  2. Trzeci trymestr ciąży
  3. Duży wysiłek

  - białkomocz patologiczny:

  1. choroby układu moczowego: kamica nerkowa, odmiedniczkowe zapalenie nerek, zapalenie kłębuszków nerkowych
  2. niewydolność układu krążenia
  3. nadciśnienie tętnicze
  4. zatrucie związkami nefrotoksycznymi
  5. choroby przebiegające z gorączką
2. Glukoza jest całkowicie resorbowana przez kanaliki nerkowe jeśli jej stężenie w surowicy nie przekracza 180 mg/dl. W przypadku gdy stężenie jej jest wyższe mamy do czynienia z glukozurią pozanerkową. Inną przyczyną pojawienia się glukozy w moczu może być uszkodzenie kanalików nerkowych.
3. Ciała ketonowe pochodzą z przemian metabolicznych. Są to kwas 3-hydroksymasłowy, aceton oraz kwas acetooctowy. Ciała ketonowe w moczu mogą pojawić się z następujących przyczyn:

- Kwasicy cukrzycowej
- Głodówce lub drastycznych kuracjach odchudzających
- Diecie ubogowęglowodanowej
- Diecie bogato-tłuszczowej
- Uporczywych wymiotach
- Gorączce
- Zatruciu ciążowym
- Biegunkach
- Długotrwały wysiłek aerobowy np. maraton

## Badanie osadu moczu
Badanie osadu moczu przeprowadza się na specjalnie przygotowanym moczu. Mocz odwirowuje się przy 2000 obrotów na minutę (RPM) przez 10 minut. Mocz znad osadu (supernatant) zlewa się pozostawiając 0,5 ml moczu, następnie należy dokładnie wymieszać i wykonać preparat mikroskopowy. Osad moczu oglądamy przeglądowo pod powiększeniem 10x10, a następnie 10x40, gdzie ocenia się jakościowo, półilościowo i ilościowo wszystkie składniki morfotyczne osadu. Zaliczamy do nich: nabłonki płaskie, leukocyty, erytrocyty, wałeczki lipidów oraz składniki mineralne, których obecność jest uwarunkowana odczynem moczu, a także bakterie, grzyby, pasożyty i śluz. Mogą też się pojawiać składniki normalnie nie występujące w moczu, ale będące zanieczyszczeniem jak np. plemniki, dlatego tak ważne jest przygotowanie się do badania.